# 南美盾皮鮠
南美盾皮鮠，為輻鰭魚綱鯰形目美鯰科的其中一種，為熱帶淡水魚。分布於南美洲巴西Xingu河流域，棲息在底中層水域，體長可達3.3公分，生活習性不明。

## 扩展阅读
維基物種上的相關：南美盾皮鮠